# Štěpánka Hilgertová
Štěpánka Hilgertová (pronunciació: ˈʃcɛpaːŋka ˈɦɪlɡɛrtovaː) (Praga, Txecoslovàquia 1968) és una piragüista txeca, ja retirada, guanyadora de dues medalles olímpiques.

## Biografia
Va néixer el 10 d'abril de 1968 a la ciutat de Praga, capital en aquells moments de Txecoslovàquia i avui en dia capital de la República Txeca. Està casada amb el també piragüista Luboš Hilgert. El seu fill Luboš i la seva neboda Amálie Hilgertovátambé són destacats piragüistes.

## Carrera esportiva
Especialista en eslàlom d'aigües braves, va participar, als 24 anys, en els Jocs Olímpics d'Estiu de 1992 celebrats a Barcelona (Catalunya), on en representació de Txecoslovàquia va aconseguir finalitzar dotzena en la prova femenina de K-1 en aigües braves. En els Jocs Olímpics d'Estiu de 1996 realitzats a Atlanta (Estats Units), i ja en representació de la República Txeca aconseguí guanyar la medalla d'or eb aquesta mateixa prova, metall que repetiria en els Jocs Olímpics d'Estiu de 2000 realitzats a Sydney (Austràlia). En els Jocs Olímpics d'Estiu de 2004 realitzats a Atenes (Grècia) finalitzà en cinquena posició, guanyant així un diploma olímpic, i en els Jocs Olímpics d'Estiu de 2008 realitzats a Pequín (Xina), i ja amb 40 anys, finalitzà en novena posició. El 2012, a Londres, disputà els seus sisens, i darrers, Jocs Olímpics, on aconseguí la quarta posició en la prova del K-1.
Al llarg de la seva carrera ha guanyat 12 medalles en el Campionat del Món de piragüisme d'eslàlom, set d'or, quatre de plata i una de bronze, entre les edicions de 1997 i 2015. Al Campionat d'Europa guanyà quinze medalles, set d'or, cinc de plata i tres de bronze, entre les edicions de 1996 i 2014.
L'octubre de 2017, amb 49 anys, anuncià la seva retirada de l'esport professional. Amb tot, va comentar la seva intenció de continuar competint com a amateur.